# اریک بونیفیس
اریک بونیفیس (انگلیسی: Éric Boniface؛ زادهٔ ۲ نوامبر ۱۹۶۹) بازیکن فوتبال اهل فرانسه است.
از باشگاه‌هایی که در آن بازی کرده‌است می‌توان به باشگاه فوتبال سوشو و باشگاه فوتبال استاد رنس اشاره کرد.